# Modisimus cahuita
Modisimus cahuita is een spinnensoort uit de familie trilspinnen (Pholcidae). De soort komt voor in Costa Rica.